# Салазар Слизерин
Салаза́р Сли́зерин (англ. Salazar Slytherin) — чаклун, один з чотирьох засновників Школи магії Гоґвортс. На його честь названо один з гуртожитків Школи. Символом Слизерину є змія. Вмів розмовляти мовою змій. Також досконало володів виманологією та був відомий як затятий борець за чистоту крові магічної спільноти. Цінував у людях цілеспрямованість, амбіційність і найвищу якість крові. Керуючись цими критеріями, підбирав собі учнів. Із пісні Сортувального Капелюха можна дізнатися, що Слизерин народився (або жив) десь на болотах. Салазар все життя був добрим другом Ґодрика Ґрифіндора, посварившись із ним наприкінці шляху.

## Родовід Салазара Слизерина
- Герпо Смердючий, давньогрецький маг
  -  Давньогрецькі маги-парселмовці
    -  Давньоримські маги-парселмовці
      -  Римські маги-парселмовці
        -  Британські маги-парселмовці
          -  Слизерини, аристократичний рід
            -  Салазар Слизерин, аристократ, засновник Гоґвортсу
              -  Слизерини, аристократичний рід
              -  Слизерин, нащадок Салазара Слизерина по жіночій лінії
                -  Ґонти, аристократичний рід
                  -  Ґонти, аристократичний рід
                    -  Ґонт, аристократ
                      -  Ґормлайт Ґонт, аристократка, засновниця Ільверморні
                      -  Ріона Ґонт, аристократка
                        -  Ізольда Сейр, аристократка

                    -  Ґонт, аристократ
                      -  Ґонти, аристократичний рід
                        -  Корвінус Ґонт, аристократ
                        -  Ґонти, аристократичний рід
                          -  Ґонт, аристократ
                            -  Ярволод Ґонт, аристократ
                              -  Морфін Ґонт, аристократ
                              -  Меропа Ґонт, аристократка

                            -  Ґонт, дружина і сестра Ярволода Ґонта
                              -  Морфін Ґонт, аристократ
                              -  Меропа Ґонт, аристократка

## Чистота крові як головний критерій
Салазар Слизерин ненавидів бруднокровних чарівників; вважав, що у Школі повинні навчатися лише чаклуни та відьми, в чиїх жилах тече винятково кров чарівників, а дітям маґлів небезпечно довіряти таємниці магії. На цьому ґрунті він конфліктував з іншими засновниками Школи.
Слизерин був змушений покинути Школу через непорозуміння з іншими засновниками щодо своїх ідей. Салазар Слизерин все одно не хотів залишати Гоґвортс без захисту від бруднокровних. Перед тим, як покинути Школу, він створив у замку Таємну кімнату, де сховав свого монстра - василіска, який повинен був убивати бруднокровних чарівників. Кімнату багато разів шукали, але не могли знайти, тому що за переказами її міг відкрити тільки спадкоємець Слизерина, що говорить парселмовою.

## Спадкоємці Слизерина
Рід Слизерина припинився по чоловічій лінії давним-давно. Однак його далекі нащадки, сім'я Ґонтів (англ. Gaunt), дожили до середини XX століття, зберігши чистоту крові незаплямованою.
На початку XVIII століття представник цього прізвища, Корвін Ґонт, зробив усе для остаточного приховання Таємної кімнати в надрах Гоґвортсу. Ґонти зберегли також один з артефактів великого предка, його медальйон. Остання представниця роду Ґонтів, Меропа, ніби глузуючи з Салазара та його теорій про чистоту крові, вийшла заміж за маґла і народила хлопчика на ім'я Том Редл, якому судилося стати останнім із відомих нащадків Слизерина.
Бувчи всього лише учнем п'ятого курсу Гоґвортсу, Том Редл знайшов і відчинив Таємну кімнату, випустивши василіска втілювати давній план Салазара Слизерина. В ході цих подій було вбито маґлонароджену студентку Міртлу Ворен, а третьокурсника - напіввелетня Рубеуса Геґріда - було звинувачено в її смерті та виключено зі школи. Цікаво, що майже нікому до голови не прийшло засумніватися у Геґрідовій провині, що, у свою чергу, потішило Редла. Вже Геґрід ніяк не міг бути парселмовцем.
1992 року кімнату знову було відчинено зусиллями одного з горокраксів Тома Редла - його щоденника. Дванадцятирічний учень факультету Ґрифіндор, Гаррі Поттер, зупинив нові вбивства. Спустившись у Таємну кімнату, Гаррі за допомогою меча Ґрифіндора вбив василіска та знищив щоденник Редла. Плани Слизерина провалилися.
Втім, Том Редл, відоміший магічній спільноті під псевдонімом Лорд Волдеморт, спробував утілити в життя доктрину Слизерина «магія - тільки для чистокровних». У ході Другої магічної війни йому вдалося взяти під контроль Міністерство магії та видати серію законів, що обмежують права маґлородців.

## Чистокровний Гоґвортс
1997 року відбулися події, які, можливо, потішили б Салазара Слизерина. До влади в Міністерстві магії і Гоґвортсу фактично прийшов його нащадок Том Редл, відомий у магічній спільноті як Лорд Волдеморт. На цілий рік Школу було закрито для маґлонароджених чарівників, а навчання молодих магів у Гоґвортсі стало обов'язковим.
1998 року, після загибелі Тома Редла та закінчення Другої магічної війни, дані критерії для навчання були прибрані.

## Цікаві факти
- На різних зображеннях Салазар Слизерин виглядає по-різному. То з бородою, то цілком лисий і трохи змієподібний. Найвірогіднішим його портретом є статуя в Таємній кімнаті, якщо тільки це зображення самого Слизерина.
- Чистокровні чарівники шанують Салазара Слизерина, серед них Драко Мелфой, Сіріус Блек і Ґойл. Майже всі вихідці з цих родин навчалися в гуртожитку Слизерин. Але Сіріус Блек поступив на Ґрифіндор, тим самим сильно розсердивши свою матір.

Від кожного з засновників збереглися деякі речі. Деякі з них (Меч Ґрифіндора, Сортувальний капелюх, діадема Ровени Рейвенклов і чаша Гельги Гафелпаф) мали виняткову магічну силу. В Слизерина був його медальйон, який було перетворено Волдемортом на горокракс. Невідомо, чи був наділений медальйон магічною енергією до того, як у нього помістили частку душі Волдеморта.
Улюблена тварина Слизерина - змія. Він умів розмовляти парселмовою. З давніх-давен це вроджене вміння вважалося ознакою темного мага.
Ніде не сказано, що інші засновники вміли говорити мовами своїх улюблених тварин. Наприклад, не сказано, що Ґодрик Ґрифіндор умів розмовляти з левами.
Слизерин перекладається як «повзучий», а Салазар — прізвище диктатора Португалії.